# Apamea formosus
Apamea formosus är en fjärilsart som beskrevs av Ellsworth 1918. Apamea formosus ingår i släktet Apamea och familjen nattflyn. Inga underarter finns listade i Catalogue of Life.